# Chloronemella filiformis
Chloronemella filiformis är en rundmaskart. Chloronemella filiformis ingår i släktet Chloronemella, och familjen Linhomoeidae. Arten är reproducerande i Sverige.